# Urosigalphus rubicorpus
Urosigalphus rubicorpus är en stekelart som beskrevs av Gibson 1974. Urosigalphus rubicorpus ingår i släktet Urosigalphus och familjen bracksteklar. Inga underarter finns listade i Catalogue of Life.